# رزم‌ناو کلاس لیون
بتل‌کروزر کلاس لیون (به انگلیسی: Lion-class battlecruiser) یک کلاس از کشتی است که طول آن ۷۰۰ فوت (۲۱۳٫۴ متر) می‌باشد.